# Route P87 (Lettonie)
Pour les articles homonymes, voir P87.
La route P87 (Autoceļš P87) est une  route régionale de Lettonie reliant Pļaviņas à Grobiņa.
Elle a une longueur de 82,8 km.

## Présentation
La route P87 Bauska—Aizkraukle est une route régionale qui relie l'autoroute A7 à Bauska à l'autoroute A6 à Aizkraukle en passant par Valle et Jaunjelgava.
La longueur totale de la route est de 82,8 km.
La route traverse les novads de Bauska, Ogre et Aizkraukle.